# Emilia Pérez
Emilia Pérez è un film del 2024 diretto da Jacques Audiard.
È stato candidato a tredici Premi Oscar, diventando il film non in lingua inglese con più candidature di sempre agli Oscar, superando le dieci candidature de La tigre e il dragone (2000) e Roma (2018). Ha vinto inoltre quattro Golden Globe e due BAFTA.

## Trama
Rita Mora Castro, bistrattata praticante di uno studio legale di Città del Messico, fa vincere al suo capo una causa importante, convincendo la giuria che il loro cliente, un uomo importante, non sia colpevole di aver ucciso la moglie come effettivamente ha fatto, bensì che la donna si sia suicidata (El alegato). Ciò provoca molto clamore, e Rita finisce sotto i riflettori; poco dopo riceve una telefonata anonima in cui le si offre un importante compenso in cambio di una missione non specificata. Delusa dalla scarsa considerazione finora ottenuta, la donna accetta un incontro (Todo y nada) col cliente, che si rivela essere il boss del cartello Juan "Manitas" Del Monte. Egli esprime il desiderio di sottoporsi segretamente a un intervento chirurgico di riassegnazione del sesso, iniziando così una nuova vita (El encuentro), e chiede aiuto a Rita in merito.
Dopo aver incontrato dei dottori a Bangkok (La vaginoplastia) e Tel Aviv (Lady), Rita trova un chirurgo che accetta di eseguire la procedura dopo aver ascoltato da Manitas quanto abbia sempre desiderato essere una donna (Deseo). Dopo l'operazione, i due figli di Manitas e la moglie Jessica vengono, per loro sicurezza, trasferiti in Svizzera; Rita riceve in compenso un'esorbitante somma di denaro, mentre Manitas inscena una finta morte e inizia una nuova vita col nome di Emilia Pérez.
Quattro anni dopo, a Londra, Emilia, che vuole riunirsi alla sua famiglia, rincontra Rita (Por casualidad) e le chiede nuovamente aiuto. L'avvocata porta Jessica e i figli a Città del Messico per farli vivere con Emilia presentandola come una lontana cugina di Manitas che si è offerta volontaria per aiutare a badare ai bambini. Jessica non riconosce quello che una volta era suo marito e inizialmente si oppone all'accordo accettando, alla fine, di tornare nella patria natia solo per riunirsi a Gustavo Brun, un amante del passato con cui ha avuto una relazione durante gli ultimi anni del matrimonio (Bienvenida).
Adattandosi alla loro nuova vita in Messico, Rita ed Emilia hanno un incontro fortuito con la madre di un bambino scomparso, che porta l'ex narcotrafficante a riflettere sul suo passato criminale (Mis siete hermanos y yo). In seguito il fu Manitas mette a letto la figlia, che confessa di riconoscere ancora l'odore di suo padre (Papá). Presa dai rimorsi, Emilia sfrutta i suoi contatti con i membri del cartello incarcerati per creare un'organizzazione no-profit che identifica i corpi delle vittime del cartello (Para). Rita ed Emilia collaborano per far crescere l'ente reclutando finanziatori, alcuni dei quali sono comunque pericolosi e corrotti (El mal). Epifanía, una donna i cui resti del marito violento sono stati identificati dall'organizzazione di Emilia, incontra la donna che le conferma la morte del marito, e le due in seguito iniziano una relazione (El amor).
Nel frattempo, Jessica continua a frequentare Gustavo (Mi camino) e rivela che i due hanno in programma di sposarsi e trasferire la famiglia in una nuova casa. Quando Emilia si riferisce ai bambini come "miei" e diventa fisicamente aggressiva, sua moglie porta via i figli da casa. Emilia allora, sfruttando alcune conoscenze, le taglia i fondi e fa minacciare Gustavo affinché lasci il Messico, ma per tutta risposta Jessica e il suo amante la rapiscono e chiedono trenta milioni di dollari di riscatto a Rita, intimorendola con un pacchetto che contiene tre dita di Emilia. Arrivata al luogo designato per lo scambio, l'avvocata tenta di negoziare con Gustavo, ma ne consegue una sparatoria con la squadra di sicurezza che la donna ha assunto per portare in salvo Emilia.
Quest'ultima, alla fine, si rivela a Jessica tramite dettagli di momenti che hanno passato insieme nel primo incontro e nel giorno delle nozze (Perdóname). Gustavo carica Emilia nel bagagliaio e fugge via con Jessica, la quale si rende lentamente conto di cosa è successo, così inizia a sentirsi in colpa e cerca di far accostare Gustavo puntandogli contro la pistola. Nella colluttazione che ne consegue l'auto esce di strada e finisce in un burrone, dove esplode. Rita accorre e non può che constatare la morte delle persone all'interno del veicolo. Successivamente si offre di fare da tutrice ai figli di Emilia e Jessica.
Tempo dopo Epifanía, insieme a molte altre persone, marcia per strada cantando l'elogio funebre di Emilia e celebrando la sua lotta per la verità e la libertà (Las damas que pasan).

## Produzione
Il film era stato originariamente concepito come un'opera lirica in quattro atti. Le riprese sarebbero dovute incominciare nell'autunno del 2022, ma sono state posticipate di sei mesi a causa degli impegni contrastanti del cast. La location delle riprese è quindi cambiata dal Messico com'era originariamente previsto a un teatro di posa nei pressi di Parigi, che ha permesso secondo Audiard maggiori libertà in fase di lavorazione, soprattutto nei numeri musicali. Le riprese sono infine cominciate nel maggio del 2023 e terminate nel mese di luglio. Damien Jalet è stato il coreografo del film.

## Colonna sonora
La colonna sonora strumentale del film è stata scritta da Clément Ducol, mentre i brani del film sono stati composti dalla cantante Camille. Ducol, Camille e il regista Jacques Audiard ne hanno scritto i testi.
Selena Gomez ha cantato alcune canzoni, tra cui Mi Camino.

## Distribuzione
Il film è stato presentato in anteprima il 18 maggio 2024 in concorso al 77º Festival di Cannes.
È stato distribuito nelle sale cinematografiche francesi dalla Pathé il 21 agosto 2024, e in quelle italiane dal 9 gennaio 2025 da Lucky Red.

### Edizione italiana
Il doppiaggio italiano è stato eseguito dalla Cinecittà e diretto da Alessandro Rossi, anche autore dei dialoghi.

## Accoglienza
Il film ha ricevuto un'ovazione di nove minuti al termine della sua anteprima al Festival di Cannes.

### Incassi
Il film ha incassato globalmente 16317120 $.

### Critica
Le interpretazioni del cast, in particolare quelle di Zoe Saldana, Selena Gomez e Karla Sofia Gascón, hanno ricevuto il plauso della critica. Su Rotten Tomatoes il film ha un indice di gradimento del 71% basato su 280 recensioni, su Metacritic ha un punteggio medio ponderato "generalmente favorevole" di 70 su 100, basato su 55 recensioni.
Aldo Spiniello di Sentieri Selvaggi dà al film 4 stelle su 5 e scrive che il regista "non solo ridisegna i lineamenti del suo cinema, ma riarticola le dinamiche del musical, piegandole alle logiche del thriller".
In contrasto, il film è stato oggetto di forti critiche negative in Messico, particolarmente sulla rappresentazione del paese vista come eccessivamente stereotipata - Audiard stesso ammise in un'intervista di non aver eseguito ricerche abbastanza approfondite sulla cultura messicana, l'uso sbagliato della lingua spagnola, l'eccessiva banalizzazione della violenza dei cartelli della droga che ancora attanagliano gran parte del paese, e il fatto che il cast principale ha una sola attrice messicana.
Alcune organizzazioni LGBT, come ad esempio la GLAAD, hanno anche criticato la rappresentazione della comunità transgender dentro al film. 
I membri della comunità LGBTQ, tra cui i critici e le organizzazioni di difesa, hanno espresso giudizi decisamente severi. Durante un'intervista al Pop Culture Happy Hour di NPR, la critica Reanna Cruz ha commentato: “sembrava che il regista volesse ritrarre le donne trans come bugiarde”, mentre GLAAD ha definito la rappresentazione “un ritratto profondamente retrogrado di una donna trans”. Gregory Drew Burnett, che scrive per Autostraddle, si è chiesto: “Quante volte devono le persone imparare a conoscerci prima che una rappresentazione come questa suoni falsa per loro, come lo è per me?”. Gli editori della rivista LGBT americana Them hanno sostenuto che il film diffonde un’idea di transgender completamente estranea all’immaginario cis. Infine, Juan Barquín, di Little White Lies, ha criticato Audiard per il costante ricorso a tropi transfobici ed essenzialisti, evidenziando l’assenza di coerenza strutturale nei suoi numeri musicali.

## Riconoscimenti
- 2025 – Premio Oscar[1]
  - Miglior attrice non protagonista a Zoe Saldana
  - Miglior canzone originale a El mal (Camille, Clément Ducol e Jacques Audiard)
  - Candidatura al miglior film
  - Candidatura al miglior regista a Jacques Audiard
  - Candidatura alla miglior attrice a Karla Sofía Gascón
  - Candidatura alla miglior sceneggiatura non originale a Jacques Audiard
  - Candidatura alla miglior fotografia a Paul Guilhaume
  - Candidatura al miglior montaggio a Juliette Welfling
  - Candidatura alla miglior colonna sonora originale a Camille e Clément Ducol
  - Candidatura alla miglior canzone originale a Mi camino (Camille e Clément Ducol)
  - Candidatura ai migliori trucco e acconciatura a Julia Floch Carbonel, Emmanuel Janvier, Jean-Christophe Spadaccini
  - Candidatura al miglior sonoro a Erwan Kerzanet, Aymeric Devoldère, Maxence Dussère, Cyril Holtz e Niels Barletta
  - Candidatura al miglior film internazionale (Francia)
- 2025 – Golden Globe
  - Miglior film commedia o musicale
  - Miglior film straniero
  - Migliore attrice non protagonista a Zoe Saldana
  - Migliore canzone originale a El mal (Clément Ducol, Camille e Jacques Audiard)
  - Candidatura per il miglior regista a Jacques Audiard
  - Candidatura per la migliore attrice in un film commedia o musicale a Karla Sofía Gascón
  - Candidatura per la migliore attrice non protagonista a Selena Gomez
  - Candidatura per la migliore sceneggiatura a Jacques Audiard
  - Candidatura per la migliore colonna sonora a Camille e Clément Ducol
  - Candidatura per la migliore canzone originale a Mi camino (Clément Ducol e Camille)
- 2025 – Premio BAFTA
  - Miglior film non in lingua inglese
  - Miglior attrice non protagonista a Zoe Saldana
  - Candidatura per il miglior film
  - Candidatura per il miglior regista a Jacques Audiard
  - Candidatura per la miglior attrice protagonista a Karla Sofía Gascón
  - Candidatura per la miglior attrice non protagonista a Selena Gomez
  - Candidatura per la miglior sceneggiatura non originale a Jacques Audiard
  - Candidatura per la miglior fotografia a Paul Guilhaume
  - Candidatura per il miglior montaggio a Juliette Welfling
  - Candidatura per la miglior colonna sonora a Camille e Clément Ducol
  - Candidatura per i miglior trucco e acconciatura a Julia Floch Carbonel, Emmanuel Janvier, Jean-Christophe Spadaccini e Romain Marietti
- 2024 – Festival di Cannes[22][23][24]
  - Prix d'interprétation féminine a Karla Sofía Gascón, Selena Gomez, Adriana Paz e Zoe Saldana
  - Premio della giuria
  - Premio alla colonna sonora a Camille e Clément Ducol
  - In concorso per la Palma d'oro
  - In concorso per la Queer Palm
- 2024 – Chicago Film Critics Association
  - Candidatura per il miglior film in lingua straniera
  - Candidatura per la miglior attrice non protagonista a Zoe Saldana
- 2024 – European Film Awards[25]
  - Miglior film
  - Miglior regista a Jacques Audiard
  - Migliore attrice a Karla Sofía Gascón
  - Migliore sceneggiatura a Jacques Audiard
  - Miglior montaggio a Juliette Welfling
- 2024 – Festival internazionale del cinema di Mill Valley[26][27]
  - Miglior cast
  - Premio del pubblico ¡Viva el cine!
- 2024 – Festival internazionale del cinema di Palm Springs[28]
  - Vanguard Award a Jacques Audiard, Karla Sofía Gascón, Zoe Saldana, Selena Gomez e Édgar Ramírez
- 2024 – Festival internazionale del cinema di San Sebastián[29][30]
  - In concorso al premio Sebastiane
  - In concorso al premio del pubblico
- 2024 – Festival internazionale del cinema di Santa Barbara[31]
  - American Riviera Award a Zoe Saldana
- 2024 – Festival internazionale del cinema di Stoccolma[32]
  - Premio FIPRESCI
  - Premio del pubblico
- 2024 – Festival internazionale del cinema di Telluride[33]
  - Silver Medallion a Jacques Audiard
- 2024 – Festival internazionale del cinema di Toronto[34]
  - TIFF Variety Artisan Award a Clément Ducol e Camille
- 2024 – St. Louis Film Critics Association
  - Candidatura per la migliore attrice non protagonista a Zoe Saldana
  - Candidatura per il miglior film internazionale
- 2024 – Washington D.C. Area Film Critics Association
  - Miglior film internazionale
  - Candidatura per la migliore attrice a Karla Sofía Gascón
  - Candidatura per la migliore attrice non protagonista a Zoe Saldana
- 2025 – Critics' Choice Awards
  - Candidatura per il miglior film
  - Candidatura per il miglior regista a Jaques Audiard
  - Candidatura per la miglior attrice a Karla Sofía Gascón
  - Candidatura per la miglior attrice non protagonista a Zoe Saldana
  - Candidatura per la miglior sceneggiatura non originale a Jacques Audiard
  - Candidatura per il miglior film straniero
  - Candidatura per il miglior cast corale
  - Candidatura per la miglior colonna sonora a Clément Ducol e Camille
  - Candidatura per la miglior canzone a El mal
  - Candidatura per la miglior canzone a Mi camino
- 2025 – Premio César[35][36]
  - Miglior film
  - Miglior regista a Jacques Audiard
  - Miglior adattamento a Jacques Audiard, Thomas Bidegain, Léa Mysius e Nicolas Livecchi
  - Migliore fotografia a Paul Guilhaume
  - Migliore musica a Camille e Clément Ducol
  - Migliori visivi a Cédric Fayolle
  - Miglior sonoro a Erwan Kerzanet, Aymeric Devoldère, Cyril Holtz e Niels Barletta
  - Candidatura per la migliore attrice a Karla Sofía Gascón
  - Candidatura per la migliore attrice a Zoe Saldana
  - Candidatura per il miglior montaggio a Juliette Welfling
  - Candidatura per la migliore scenografia a Emmanuelle Duplay
  - Candidatura per i migliori costumi a Virginie Montel
- 2025 – Premio Lumière[37][38]
  - Miglior film
  - Miglior regista a Jacques Audiard
  - Miglior attrice a Karla Sofía Gascón
  - Migliore sceneggiatura a Jacques Audiard
  - Migliore musica a Clément Ducol e Camille
  - Candidatura per la migliore fotografia a Paul Guilhaume